# 荒浜駅
荒浜駅（あらはまえき）は、新潟県刈羽郡刈羽村大字正明寺にある、東日本旅客鉄道（JR東日本）越後線の駅である。

## 歴史
- 1915年（大正4年）
  - 6月15日：越後鉄道の停留場（旅客のみ扱い）として開業[3]する[4]。当時の駅名は新荒浜駅（しんあらはまえき）で[3]、当時の「荒浜駅」は隣の西中通駅だった[1]。
  - 7月1日：停車場（駅）に昇格し、荒浜駅（2代）に改称する[1]。
- 1927年（昭和2年）10月1日：越後鉄道が国有化され、国有鉄道越後線所属となる[5]。
- 1963年（昭和38年）2月1日：貨物の扱いを廃止する[5]。
- 1973年（昭和48年）
  - 11月30日：有人駅であったが、この日をもって窓口の業務を終了する。
  - 12月1日：荷物の扱いを廃止[5]。駅員無配置化により無人駅となる[6]。
- 1987年（昭和62年）4月1日：国鉄分割民営化により、東日本旅客鉄道（JR東日本）の駅となる[5]。
- 2007年（平成19年）7月16日：新潟県中越沖地震により、ホーム・駅舎ともに陥没・沈下の被害を受ける[2]。その後、応急処置的工事を受けプレハブの簡易な駅舎での仮営業となる[2]。
- 2008年（平成20年）3月25日：前述の経緯で被災したため建て直し工事を実施し、現在の駅舎が完成する[2]。

## 駅構造
単式ホーム1面1線を有する地上駅である。建て直し以前は島式ホーム1面2線となっていたが、建て直しを経た現在、交換設備は撤去されている。
かつては直営駅だったが、現在は無人駅となっている（長岡駅管理）。駅舎内には化粧室と待合室（お知らせ標、乗車駅証明書発行機）がある。駅入口にはバリアフリー対応のスロープが設置されている。

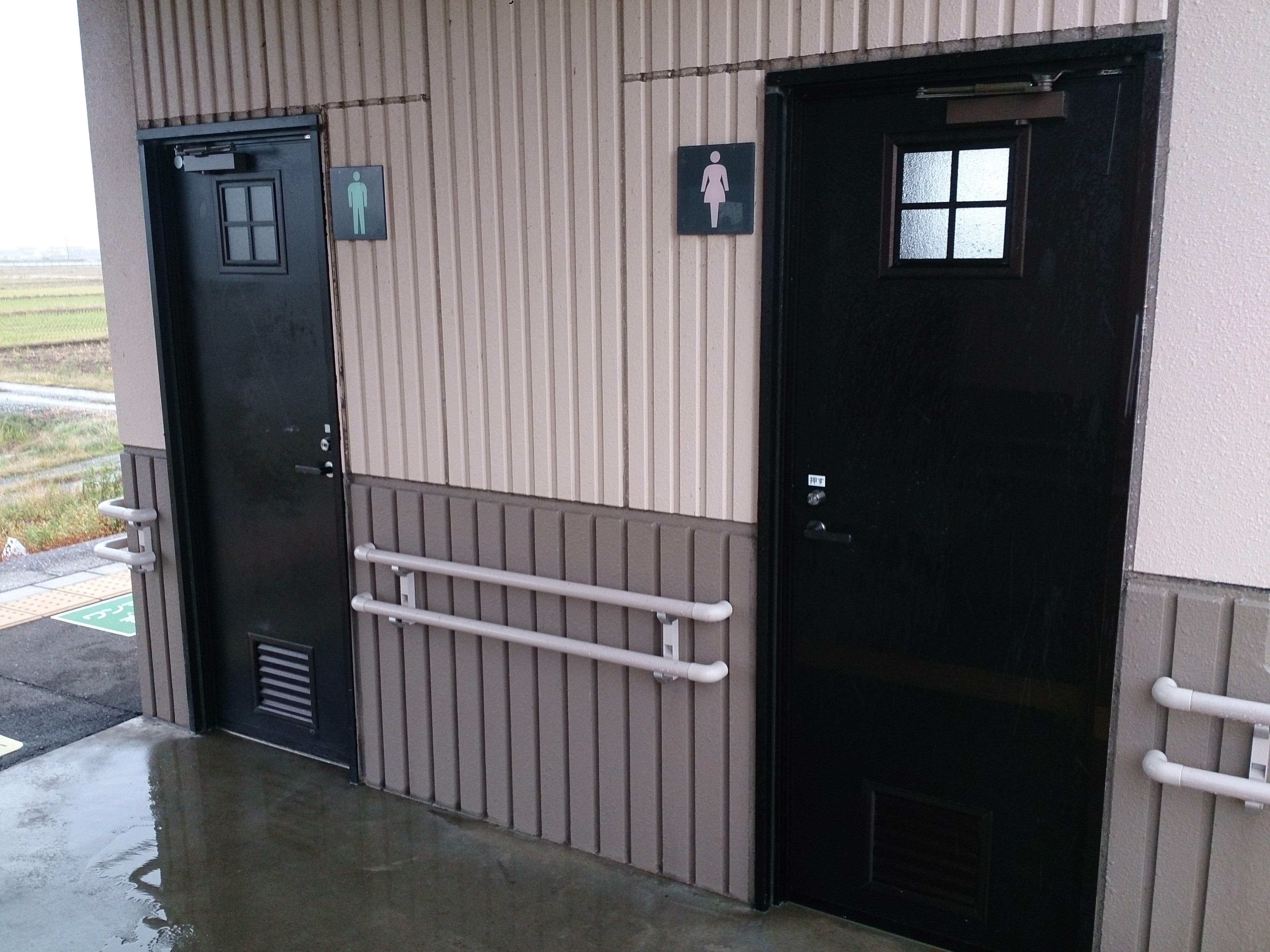
化粧室（2018年11月）
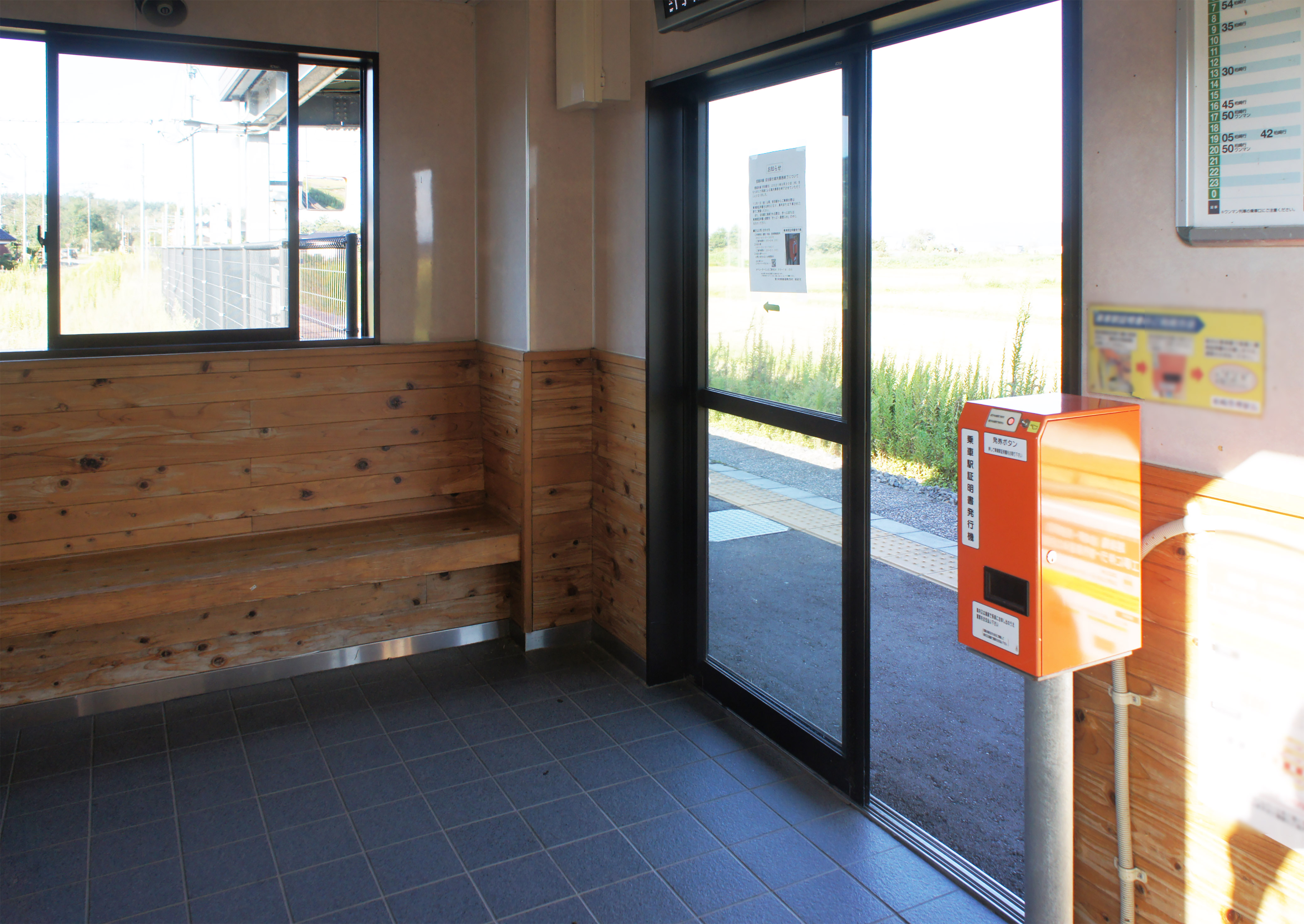
待合室（2021年9月）
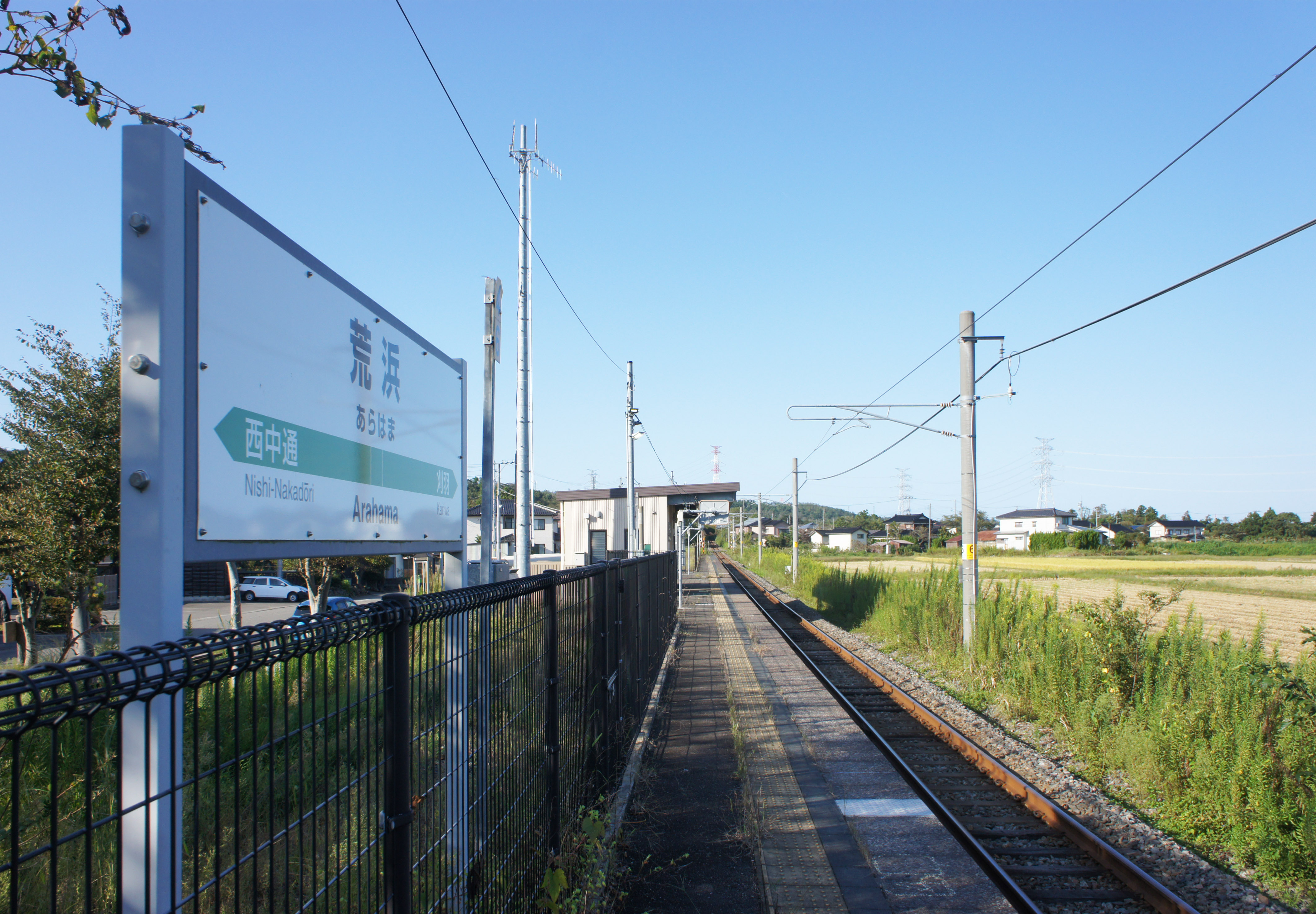
ホーム（2021年9月）

## 駅周辺
駅周辺は住宅地となっている。桃の産地で、それにちなんだ石碑が建立されているほか、郵便局がある。駅より北方面はPLANTなど商業施設や飲食店、クリニックや企業の営業所が並び、刈羽地域の生活の要所となっている。
- 国道116号
- 新潟県道215号荒浜中田線
- 新潟県道369号黒部柏崎線
- 荒浜駅前郵便局
- PLANT-5 刈羽店

## 隣の駅
東日本旅客鉄道（JR東日本）
■越後線
西中通駅 - 荒浜駅 - 刈羽駅